# Neustadt an der Waldnaab járás
Neustadt an der Waldnaab járás egy járás Bajorországban. Neustadt an der Waldnaab járás Weiden in der Oberpfalz, Schwandorf, Amberg-Sulzbach, Tirschenreuth, Bayreuth, Domažlicei, Tachovi, Vohenstrauß, Nabburg, Amberg, Eschenbach és Kemnath járásokkal határos. Lakosainak száma 94 486 fő (2017. december 31.).

## Népesség
A járás népessége az elmúlt években az alábbi módon változott:
| Lakosok száma | 26 827 | 34 821 | 28 389 | 52 806 | 92 424 | 95 849 | 95 447 | 95 078 | 94 528 | 94 352 |
|               | 1871   | 1900   | 1925   | 1961   | 1970   | 2012   | 2013   | 2015   | 2016   | 2019   |